# Four (álbum de One Direction)
Four (usualmente estilizado como FOUR) é o quarto álbum de estúdio da boy band britânica-irlandesa One Direction, lançado em 17 de novembro de 2014, através das editoras discográficas Columbia Records e Syco Music. O single de avanço para promoção do disco, "Steal My Girl", foi lançado em 29 de setembro mundialmente, exceto no Reino Unido. Four é o último álbum da banda com a participação de Zayn Malik.

## Desenvolvimento
Em abril de 2014, logo após o início da Where We Are Tour, digressão promocional de Midnight Memories (2013), foi confirmado que a banda havia dado início à elaboração de um quarto álbum. Antes disso, em março, foi revelado que os integrantes da banda Good Charlotte estavam contribuindo para a escrita do material, assim como Tom Fletcher, Danny Jones e Dougie Poynter, membros do grupo McFly. Entre os artistas por trás da elaboração do material estão John Legend, Emeli Sandé e Naughty Boy. No entanto, os integrantes declararam que escreveram a maior parte das canções, enquanto estavam em turnê. Numa entrevista com a Capital FM, Simon Cowell, empresário da banda, comentou:
| “ | O álbum está fantástico. Provavelmente, há cinco ou seis faixas que podem ser singles. Há vários estilos diferentes de tudo o que eles fizeram antes, eles tomaram alguns riscos. | ” |

O álbum e a capa de sua edição padrão foram revelados pelos integrantes da banda em 8 de setembro, por meio de um vídeo postado na página oficial do One Direction, o qual também revelada a data oficial do seu lançamento. Simultaneamente, o grupo disponibilizou a faixa "Fireproof" como download gratuito por 24 horas, justificando: "A gente quis dar 'Fireproof' como um presente para vocês, porque nós sentimos que esta música vai dar uma boa ideia de como será o álbum Four". Nesse meio período, foram baixadas 1.1 milhão de cópias da canção. Além disso, pouco após ser feito o anúncio do lançamento do disco, a versão deluxe do álbum, liberada em pré-venda na iTunes Store, alcançou o número um em 67 países.

## Singles
"Steal My Girl" foi anunciado como o primeiro single do disco em 14 de setembro de 2014, através de uma mensagem postada por Liam Payne em seu Twitter, que dizia: "O nosso novo single é chamado de 'Steal My Girl'. Você poderá ouvi-lo em 29 de setembro". Adicionalmente à data de seu lançamento, ocorrida no dia 29 do mesmo mês, a banda revelou a sua arte de capa. Foi recebido com análises positivas pelos críticos musicais, que elogiaram o seu estilo inspirado no rock clássico dos anos 1980 e compararam-na positivamente às canções da banda Journey. A obra estreou na 13.ª posição da tabela musical Billboard Hot 100, dos Estados Unidos, e alcançou o top vinte na Austrália, na Itália e na França, curvando-se no primeiro lugar na Dinamarca. O vídeo musical acompanhante foi dirigido por Ben Winston e conta com a participação do ator Danny DeVito. Na gravação, DeVito interpreta um diretor que submete os garotos às suas maluquices como tal. Lançado oficialmente em 24 de outubro, a gravação atingiu a marca de 14.8 milhões de visualizações seis dias após o seu lançamento na plataforma Vevo.
Em 29 de outubro, o grupo anunciou em entrevista à rádio BBC 1 que "Night Changes" seria liberado como o segundo single do disco Four. O seu lançamento ocorreu em 14 de novembro.

## Alinhamento das faixas
A lista das faixas da edição padrão de Four foi divulgada pela banda em 16 de outubro de 2014.
| N.º | Título                      | Compositor(es)                                                                      | Produtor(es)                          | Duração |  |
| 1.  | "Steal My Girl"             | Louis Tomlinson, Liam Payne, Wayne Hector, Julian Bunetta, Ed Drewett, John Ryan    | Bunetta, Pär Westerland, Ryan         | 3:48    |  |
| 2.  | "Ready to Run"              | Jamie Scott, Julian Bunetta, Ryan, Tomlinson, Payne                                 | Bunetta, Ryan                         | 3:16    |  |
| 3.  | "Where Do Broken Hearts Go" | Bunetta, Ruth Anne, Ruth-Anne Cunningham, Harry Styles, Ryan, Ali Tamposi           | Bunetta, Westerland, Teddy Geiger     | 3:49    |  |
| 4.  | "18"                        | Ed Sheeran, O. Frank                                                                | Steve Robson, Matt Rad, Sam Miller    | 4:08    |  |
| 5.  | "Girl Almighty"             | Bunetta, Ryan, S. Mehner                                                            | Bunetta, Ryan, Alexander Oriet        | 3:22    |  |
| 6.  | "Fool's Gold"               | Scott, Maureen McDonald, Niall Horan, Zayn Malik, Mozella, Styles, Tomlinson, Payne | Rad, Scott, Miller                    | 3:31    |  |
| 7.  | "Night Changes"             | Scott, Bunetta, Horan, Ryan, Harry Styles, Tomlinson                                | Bunetta, Ryan                         | 3:47    |  |
| 8.  | "No Control"                | Cunningham, Scott, Bunetta, Ryan, Tomlinson, Payne                                  | Bunetta, Ian Franzino, Ryan, Afterhrs | 3:20    |  |
| 9.  | "Fireproof"                 | Payne, Tomlinson, Ryan, Jamie, Scott, Bunetta                                       | Bunetta, Ryan, Ben "Bengineer" Chang  | 2:54    |  |
| 10. | "Spaces"                    | Scott, Bunetta, Ryan, Tomlinson, Payne                                              | Bunetta, Afterhrs, Ryan               | 4:17    |  |
| 11. | "Stockholm Syndrome"        | Bunetta, Ryan, Styles, Johan Carlsson                                               | Bunetta, Ryan                         | 3:35    |  |
| 12. | "Clouds"                    | Bunetta, Ryan, Styles, Carlsson                                                     | Bunetta, Ryan                         | 3:32    |  |

| Edição deluxe |                      |                                                                   |                   |         |  |
| N.º           | Título               | Compositor(es)                                                    | Produtor(es)      | Duração |  |
| 13.           | "Change Your Ticket" | Bunetta, Payne, Tomlinson, Sam Martin, Ryan, Horan, Malik, Styles | Bunetta, Afterhrs | 4:26    |  |
| 14.           | "Illusion"           | Scott, Bunetta, Ryan, Payne                                       | Bunetta, Ryan     | 3:14    |  |
| 15.           | "Once In a Lifetime" | Scott, Bunetta, Ryan                                              | Bunetta, Ryan     | 2:38    |  |
| 16.           | "Act My Age"         | Bunetta, Drewett, Ryan                                            | Bunetta, Ryab     | 3:18    |  |

## Desempenho nas tabelas musicais
| Tabela musical                                          | Melhor posição |
| ------------------------------------------------------- | -------------- |
| Alemanha (Media Control Charts)                         | 5              |
| Argentina (Argentine Monthly Albums)                    | 1              |
| Austrália (ARIA Charts)                                 | 1              |
| Áustria (Ö3 Austria top 40)                             | 1              |
| Bélgica (Ultratop 50 de Flandres)                       | 1              |
| Bélgica (Ultratop 40 da Valônia)                        | 3              |
| Brasil (Associação Brasileira dos Produtores de Discos) | 2              |
| Canadá (Canadian Albums Chart)                          | 1              |
| Croácia (Hrvatska Diskografska Udruga)                  | 2              |
| Coreia do Sul (Gaon International Albums Chart)         | 4              |
| Dinamarca (IFPI Dinamarca)                              | 1              |
| Escócia (Scottish Singles and Albums Charts)            | 1              |
| Estados Unidos (Billboard 200)                          | 1              |
| Espanha (Productores de Música de España)               | 2              |
| Finlândia (IFPI Finlândia)                              | 3              |
| França (Syndicat National de l'Édition Phonographique)  | 2              |
| Grécia (IFPI Grécia)                                    | 1              |
| Hungria (Magyar Hanglemezkiadók Szövetsége)             | 6              |
| Irlanda (IRMA Albums Chart)                             | 1              |
| Itália (Federazione Industria Musicale Italiana)        | 1              |
| Japão (株式会社オリコン)                                | 1              |
| México (AMPROFON)                                       | 1              |
| Noruega (VG-Lista)                                      | 1              |
| Nova Zelândia (The Official New Zealand Music Chart)    | 1              |
| Países Baixos (MegaCharts)                              | 1              |
| Polônia (Związek Producentów Audio Video)               | 3              |
| Portugal (Associação Fonográfica Portuguesa)            | 1              |
| Reino Unido (UK Albums Chart)                           | 1              |
| Reino Unido (UK Digital Albums)                         | 1              |
| Suécia (Swedish Recording Industry Association)         | 1              |
| Suíça (Schweizer Hitparade)                             | 2              |
| Tchecoslováquia (Czech Albums Chart)                    | 8              |
| Taiwan (G-Music)                                        | 2              |

| Região (Certificador)      | Certificação | Vendas     |
| -------------------------- | ------------ | ---------- |
| Austrália (ARIA)           | 2× Platina   | 140.000+   |
| Áustria (IFPI Áustria)     | Platina      | 15.000+    |
| Brasil (Pro-Música Brasil) | 3× Platina   | 120.000+   |
| Canadá (Music Canada)      | Platina      | 80.000+    |
| Dinamarca (IFPI Dinamarca) | Platina      | 40.000+    |
| Estados Unidos (RIAA)      | Platina      | 1.000.000+ |
| Hungria (MAHASZ)           | Ouro         | 3.000+     |
| Espanha (PROMUSICAE)       | Platina      | 60.000+    |
| Itália (FIMI)              | Platina      | 60.000+    |
| Japão (RIAJ)               | Ouro         | 100.000+   |
| México (AMPROFON)          | 2× Platina   | 120.00+    |
| Nova Zelândia (RIANZ)      | Ouro         | 7.500+     |
| Polônia (ZPAV)             | Platina      | 20.000+    |
| Reino Unido (BPI)          | Platina      | 300.000+   |
| Suécia (IFPI Suécia)       | Ouro         | 20.000+    |

## Histórico de lançamento
| País           | Data                   | Formato              | Gravadora  |
| -------------- | ---------------------- | -------------------- | ---------- |
| Brasil         | 17 de novembro de 2014 | CD, download digital | Syco Music |
| Estados Unidos | 17 de novembro de 2014 | CD, download digital | Syco Music |
| Reino Unido    | 17 de novembro de 2014 | CD, download digital | Syco Music |